# 松本平 (農林水産官僚)
松本 平（まつもと たいら、1967年〈昭和42年〉8月28日 - ）は、日本の農林水産官僚。

## 来歴
滋賀県米原市出身。滋賀県立彦根東高等学校を経て、1992年（平成4年）3月、慶應義塾大学経済学部を卒業。同年4月、農林水産省に入省（Ⅰ種・経済）。福岡県農林水産部次長、農林水産省大臣官房食料安全保障課食料自給率向上対策室長、復興庁統括官付参事官、生産局畜産部牛乳乳製品課長、農村振興局総務課長、農林水産省大臣官房文書課長などを歴任。牛乳乳製品課長時代に畜産経営安定法の改正に携わった。
2021年（令和3年）7月1日、農産局農産政策部長に就任。コメ政策を担当した。
2024年（令和6年）7月5日、畜産局長に就任。
2025年（令和7年）7月1日、農村振興局長に就任。

## 年譜
- 1992年（平成4年）
  - 3月 - 慶應義塾大学経済学部卒業[1]
  - 4月 - 農林水産省入省[1]
- 2009年（平成21年）4月 - 福岡県農林水産部次長[1]
- 2012年（平成24年）4月 - 農林水産省大臣官房食料安全保障課食料自給率向上対策室長[1]
- 2014年（平成26年）4月 - 農林水産省大臣官房付兼復興庁統括官付参事官[1]
- 2016年（平成28年）6月 - 農林水産省生産局畜産部牛乳乳製品課長[1]
- 2018年（平成30年）7月 - 農林水産省農村振興局総務課長[1]
- 2019年（令和元年）7月 - 農林水産省大臣官房文書課長[1]
- 2021年（令和3年）7月 - 農林水産省農産局農産政策部長[1][7]
- 2024年（令和6年）7月 - 農林水産省畜産局長[4][5]
- 2025年（令和7年）7月 - 農林水産省農村振興局長[3]